# Trương Tửu
Trương Tửu (1913 - 1999) là nhà giáo, nhà văn, nhà nghiên cứu văn học Việt Nam. Các bút danh khác: Nguyễn Bách Khoa, Mai Viên, T.T...

## Tiểu sử
Trương Tửu sinh ngày 18 tháng 10 năm 1913, trong một gia đình trung lưu ở ngoại ô Gia Lâm (Hà Nội). Mẹ mất sớm, cha là một nhà nho thủ cựu, nghiêm khắc, nhưng ông để Trương Tửu muốn làm gì thì làm.
Thời trai trẻ, ông học hết năm thứ nhất bậc trung học, rồi học trường Kỹ nghệ thực hành ở Hải Phòng (nghề thợ tiện, cùng trường lớp với Lê Văn Siêu). Thời gian này ông ngã theo xu hướng Đệ Tứ Quốc tế.
Nhưng chỉ được một năm rưỡi thì bị đuổi học (Năm 1927), vì tham gia bãi khoá ở Hà Nội để đòi thực dân Pháp thả tác giả bài thơ Chiêu hồn nước Phạm Tất Đắc.. Bị buộc rời trường, ông tự học chương trình Tú tài Pháp Việt.
Từ năm 1941 đến 1946, Trương Tửu làm Giám đốc Văn chương (tương tự Tổng biên tập) Nhà xuất bản Hàn Thuyên. Thời kháng chiến chống Pháp, ông là ủy viên Hội Văn hóa Việt Nam, chi hội phó Chi hội Văn hóa Thanh Hóa, tham gia bí thư đoàn liên đoàn Văn nghệ kháng chiến liên khu IV, dạy trường Thiếu sinh quân, trường Dự bị đại học...
Sau hiệp định Genève 1954, ông hồi cư về Hà Nội, dạy Trường đại học Sư phạm, Đại học Văn khoa Hà Nội.
Năm 1957, ông được phong chức danh Giáo sư, cùng đợt với Đào Duy Anh, Đặng Thai Mai, Trần Văn Giàu, Nguyễn Mạnh Tường...
Đầu năm 1958, bị buộc thôi việc vì dính líu đến vụ Nhân văn giai phẩm. Sau đó, ông chuyển sang nghiên cứu y học và sống bằng nghề Đông y.
Trương Tửu mất vào ngày 16 tháng 11 năm 1999, tại Hà Nội, thọ 86 tuổi.

## Tác phẩm
- Trước 1945:

Truyện ngắn, tiểu thuyết:
Thanh niên S.O.S (1937), Một chiến sĩ (1938), Khi chiếc yếm rơi xuống (1939), Khi người ta đói (1940), Một cổ đôi ba tròng (1940), Trái tim nổi loạn (1940), Đục nước béo cò (1940), Một kiếp đọa đày (1941), Tráng sĩ Bồ Đề (1943), Năm chàng hiệp sĩ (1944)...
Nghiên cứu, lý luận, phê bình Văn, sử học:
Những thí nghiệm của ngòi bút tôi (1939), Uống rượu với Tản Đà (1938), Kinh thi Việt Nam (1940), Nguyễn Du và Truyện Kiều (1943), Nhân loại tiến hóa sử (1943), Nguồn gốc văn minh (1943), Văn minh sử (1943), Nguyễn Công Trứ (1944), Văn chương Truyện Kiều (1944), Tương lai văn nghệ Việt Nam(1945).
- Sau 1945:

Đại quan về 40 năm văn học Việt Nam hiện đại 1905-1945 (1948), Phương pháp phê bình văn học (1948), Văn nghệ bình dân Việt Nam (1952), Truyện Kiều và thời đại Nguyễn Du (1956), Chỉnh huấn là gì? (1956), Chống văn hóa nô dịch (1956), Mấy vấn đề văn học sử Việt Nam(1958)...
Từ những năm 1930, ông đã cộng tác với nhiều báo, như: Đông Tây tuần báo, Loa, Ích Hữu,Tiếng Trẻ, Hà Nội báo, Mùa gặt mới, Văn mới...

## Nhận xét
Cùng thời, nhà thơ Nguyễn Vỹ, bạn thân thiết của Trương Tửu, nhận xét:
Trương Tửu thuộc về loại nhà văn tự học, nhờ đọc sách nhiều. Có lẽ một phần nhờ trường Bách Nghệ huấn luyện, lại sẵn thiên tài Văn nghệ nên lý luận của anh rất đanh thép, câu văn của anh như búa, như kềm. Lời nói anh vang ra như tiếng đập sắt trên đe. Lúc nào cũng nẩy lửa, nghe lâu chát cả tai..."
Nguyễn Vỹ trong Văn thi sĩ tiền chiến, còn cho biết: Ngoài thú đam mê đọc sách, viết văn... Trương Tửu không có một thú giải trí nào, không thích đánh cờ, không thích du lịch, không ưa xem phong cảnh. Anh cũng không uống rượu lu bù, say túy lúy như kiểu Nguyễn Khắc Hiếu (Tản Đà)
Trương Tửu có thương một cô thợ may, sau cưới làm vợ. Nhưng Tửu không có tình yêu tha thiết: ái tình của anh cũng là một hình thức của lý luận, một bài toán mà anh tìm giải đáp, thế thôi...
Tuy vậy, lý luận của anh là một dây chuyền ngôn ngữ phối trí chặt chẽ, liên kết mạch lạc và rèn giũa với một nghệ thuật tinh vi, tế nhị...
Nhà văn Vũ Ngọc Phan nói thêm:
Thế cho nên, trong những nhận định có khi máy móc của ông, vẫn được người đọc chấp nhận, dù cho đôi khi lý luận ấy có vẻ một chiệu Có thể nói, ngói bút lý luận, phê bình, bình giảng văn chương vượt trội ngòi bút sáng tác truyện, tiểu thuyết của ông 
Hầu hết các tiểu thuyết của Trương Tửu, đều bênh vực người nghèo rõ rệt. Sự bênh vực ấy rất chính đáng, nhưng ông đã không đặt sự bênh vực vào chỗ phải chăng. Ông bênh vực cả những hành vi ngang trái và bất lương của họ"... nên riêng mảng tiểu thuyết xã hội, ông là một nhà văn có những ý kiến chưa lấy gì làm chín chắn và sâu rộng"
"Về mặt phê bình, Trương Tửu là một nhà văn thiên vị, chỉ biết theo khuynh hướng chính trị của mình..."
Sau này, nhà nghiên cứu Văn Tâm trong Từ điển Văn học, bộ mới, cũng có những đánh giá tương tự:
Về phương diện sáng tác, xu hướng quan tâm và thái độ bênh vực người nghèo thể hiện khá rõ trong khá nhiều tiểu thuyết và truyện ngắn. Nhưng những hình tượng nhân vật tích cực của ông còn sơ lược (Hảo trong tiểu thuyết Một chiến sĩ), những nạn nhân xã hội trong tác phẩm của ông thường gặp nhiều cảnh ngộ bi đát một cách thiếu tự nhiên (Thiện trong Khi người ta đói). Do đó, sáng tác của ông thiếu sức truyền cảm.
Về phương diện nghiên cứu, Trương Tửu là một trong những cây bút ở Việt Nam sớm vận dụng chủ nghĩa duy vật biện chứng. Phương pháp này khiến ông khá thành công ở một số sách biên khảo, tuy nhiên việc vận dụng chưa mấy nhuần nhị, nên ông có một số nhận định thiếu khoa học về nàng Kiều, Nguyễn Công Trứ... 
Năm 2007, trong buổi Gặp mặt để tưởng nhớ Nhà văn - Giáo sư Trương Tửu, nói về lối phê bình khoa học của Trương Tửu, nhà phê bình văn học Phạm Xuân Nguyên phát biểu:
"Sau này, do hoàn cảnh làm việc của tôi, càng đọc, tôi càng cảm phục ông. Ông cũng như các nhà phê bình khác, cũng có trực giác. Những bài ông bình về thơ và phân tích thơ Tản Đà rất hay và vẫn còn có ý nghĩa đến thời nay. Ông có khác hơn là bởi kiểu phân tích khoa học trong văn học. Hơn nữa, khi mà lối phê bình hiện nay đang chuyển dịch từ cảm tính sang lý tính, thì việc học hỏi ông là điều cần thiết..."
Đoàn Minh Tân, một cựu học trò của cố Giáo sư Trương Tửu, tâm sự:
"Tôi học thầy Trương Tửu niên khoá 1954-1957. Với tôi, thầy Tửu là người mà cả lớp đều phải kính phục về tính thông minh. Tôi chưa thấy ai giảng hay như thầy, kể cả đọc cũng rất hấp dẫn.
Tôi còn nhớ, khi nghe thầy đọc bài "Bình Ngô đại cáo" của Nguyễn Trãi, đến nửa lớp chúng tôi đứng dậy để nghe. Điểm đặc biệt nữa ở thầy là luôn tạo cho học sinh phương pháp tư duy. Tôi rất kỳ lạ bởi thầy học môn xã hội mà lại có phương pháp tư duy khoa học như thế. Thầy còn rất quý học sinh, giữa chúng tôi và thầy không hề có khoảng cách. Thầy coi chúng tôi như con và chúng tôi cũng coi thầy như cha" 
PGS.TS Trần Ngọc Vương cho biết ý kiến: 
Cuốn "Tâm lý và Tư tưởng Nguyễn Công Trứ" của Trương Tửu có giá trị đặt dấu mốc cho những nghiên cứu về Nguyễn Công Trứ. Ngoài ra,"Kinh thi Việt Nam" được Trương Tửu viết, đọc không thật hấp dẫn nhưng cách đặt vấn đề thì rất hay, bởi "Kinh thi Việt Nam" là ý thức tạo tác ra chuẩn mực cổ điển. Trương Tửu đã hệ thống hoá giá trị của ca dao, dân ca Việt Nam để tìm ra cái giá trị nền tảng của văn hoá Việt Nam, đấy là cách đặt vấn đề rất thú vị".
Trương Tửu là người dường như không hề thờ ơ trước bất cứ kiến thức nào. Ông hiểu thông và vận dụng sáng tạo các thuyết và học thuyết. Có lẽ chính vì vậy mà có ý kiến cho rằng, trước năm 1945, ông là một nhà mác-xít. Để lý giải ông có mác-xít hay không thì một cuộc gặp mặt không thể giải đáp hết được. Nhưng không thể phủ nhận năng lực nhạy cảm với cái mới của Trương Tửu. "Ông còn có trực giác tiền lý trí về vấn đề lịch sử văn hoá, văn học, những vấn đề tồn nghi (chưa ai giải thích)
Trong chiến dịch Nhân văn giai phẩm, Giáo sư Nguyễn Lân viết:
Sở dĩ có những lệch lạc ở một số sinh viên khoa Văn và khoa Sử là vì họ đã chịu cái ảnh hưởng tàn khốc của Trương Tửu và Trần Đức Thảo...Nhà trường đòi hỏi các cán bộ giảng dạy trước khi lên lớp phải soạn giáo trình và giáo án; nhưng Tửu và Thảo thì không chịu viết giáo trình, lấy cớ là môn mình phụ trách khó quá chưa thể cho in thành tài liệu được. Sự thực là họ sợ mực đen giấy trắng dễ biểu lộ những tư tưởng phản động của họ. Họ thường tay không lên lớp rồi nói lung tung, không theo một phương pháp sư phạm nào. Vì không có giáo án nên đã có lần Trương Tửu không chuẩn bị, phải nhai lại một bài đã giảng kỳ trước, làm cho sinh viên hết sức công phẫn...Nhưng Trương Tửu và Trần Đức Thảo thì ngược lại, chỉ âm mưu dùng cái diễn đàn của trường đại học để đả kích chế độ, đả kích Đảng và xuyên tạc chân lý. Thí dụ: Tửu đã say sưa giảng về Vũ Trọng Phụng để chứng minh rằng Vũ Trọng Phụng sáng suốt hơn Đảng."'.
Về sau, tức khi chiến dịch ấy đã qua đi, vấn đề tìm hiểu và đánh giá về ông lại được nêu ra:
...Để hiểu và đánh giá về Trương Tửu, có lẽ phải cần sự nghiên cứu sâu hơn của các nhà nghiên cứu, các nhà sử học, phê bình văn học... Một hội thảo khoa học về ông đã được Khoa văn, Đại học Sư phạm Hà Nội lên ý tưởng và chắc chắn sẽ sớm thành hiện thực, để ông được như các bạn của mình thoát khỏi cái bóng của vụ Nhân văn Giai phẩm hồi nào.